# VRB-25

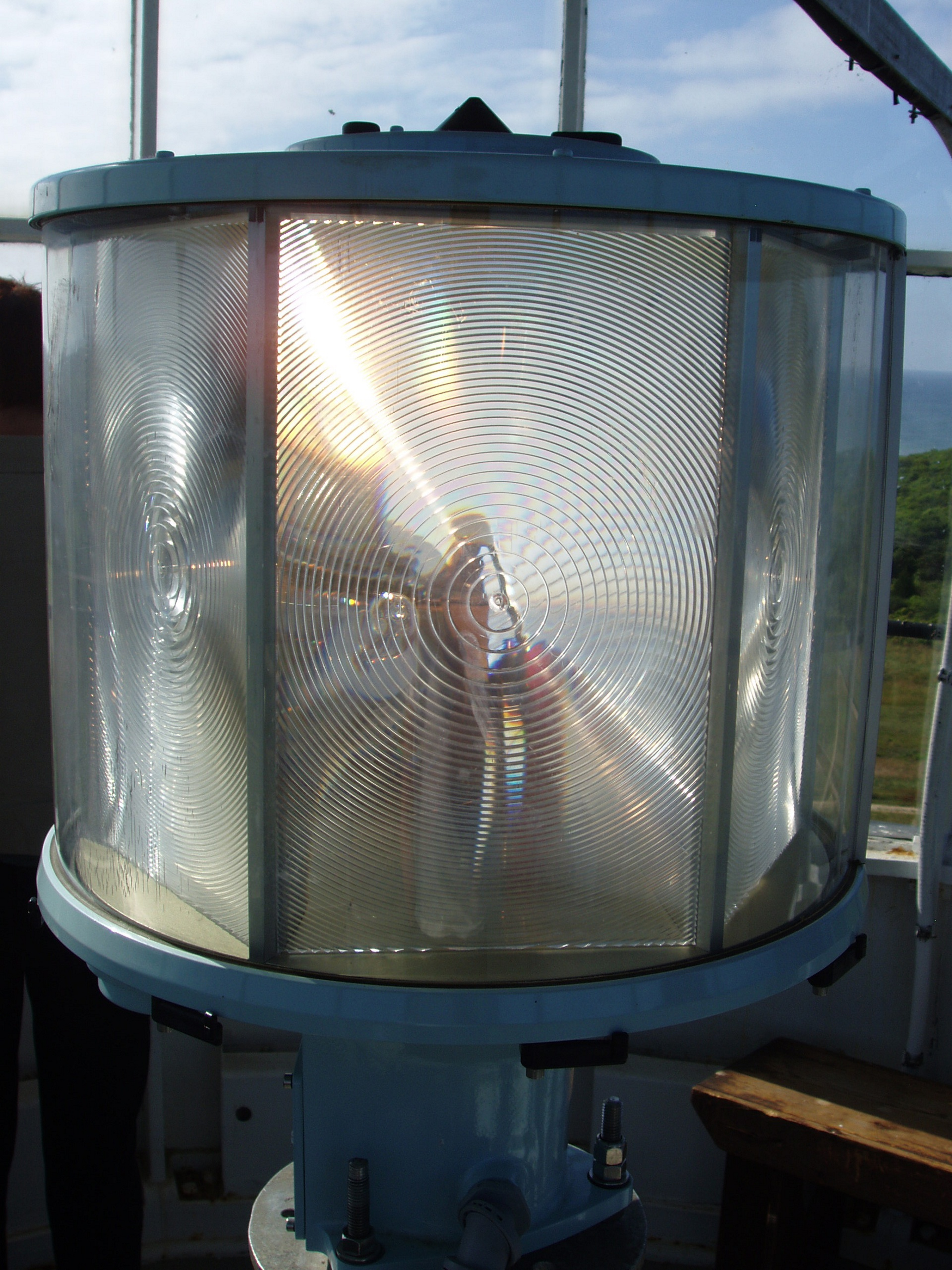
VRB-25 im Highland Light

VRB-25 ist die Bezeichnung für Vega Rotating Beacon, ein rotierendes Leuchtfeuer der neuseeländischen Vega Industries Ltd in Porirua. Es kommt als Ersatz für herkömmliche Leuchtfeuertechnik zum Einsatz.

## Beschreibung
Das VRB-25 wurde 1993–95 von Vega Industries mit Unterstützung der United States Coast Guard entworfen. Ein Mikrocontroller überwacht einen 12-V-Elektromotor, der eine Anordnung von sechs bis acht Fresnel-Linsen aus Acrylglas um eine Lampe kontinuierlich dreht. Die Drehzahl kann in 248 Stufen von 0,5 bis 15,9 min−1 eingestellt werden. Die jeweilige Kennung wird durch die Anzahl der Linsen in Verbindung mit einer bestimmten Drehzahl erzeugt. Der zentrale Lampenwechsler kann sechs Glühlampen aufnehmen, die durch eine überwachte Spannung von nicht mehr als 12 V vor vorzeitigem Verschleiß geschützt sind. Die Leistung der Lampen hängt von der gewünschten Tragweite ab und variiert zwischen 10 und 100 Watt. Vega Industries bietet auch eine Variante mit Leuchtdioden an.

## Einsatz
Das robuste und wartungsarme System eignet sich besonders für automatisierte Leuchtfeuer, den Betrieb mit Sonnenenergie und im Außenbereich. Es ist weltweit mit mehr als 600 Exemplaren im Einsatz und das 12-V-Standardleuchtfeuer der United States Coast Guard, zum Beispiel im The Graves Light, Great Point Light und Highland Light und Canadian Coast Guard im Sambro Island Lighthouse.